# Житомирський апеляційний адміністративний суд

Юрисдикція суду

Житомирський апеляційний адміністративний суд — колишній апеляційний адміністративний суд загальної юрисдикції, розміщений у місті Житомирі. Юрисдикція суду поширювалася на Житомирську та Рівненську області.
Суд здійснював правосуддя до початку роботи Сьомого та Восьмого апеляційних адміністративних судів, що відбулося 3 жовтня 2018 року.

## Керівництво
Голова суду — Франовська Катерина Сергіївна
 Заступник голови суду —
 Керівник апарату — Бузань Катерина Петрівна.

## Показники діяльності у 2015 році
- Перебувало на розгляді справ — 12345
  - надійшло у 2015 році — 11811
- Розглянуто — 11818[8].